# Deportivo Táchira Fútbol Club (femenino)
El Deportivo Táchira Fútbol Club es un equipo de fútbol femenino profesional, que se encuentra ubicado en San Cristóbal, estado Táchira, Venezuela, y en la actualidad participa en la Superliga Femenina de Venezuela, máxima división del fútbol femenino en Venezuela.

## Historia
Con motivo de la participación del equipo masculino Deportivo Táchira Fútbol Club en la Copa Libertadores 2017, se originó una obligación de formar un equipo profesional femenino. El club tendrá su primera participación en la Superliga Femenina de Venezuela.

## Estadio
Situada en la parte posterior del Polideportivo Pueblo Nuevo, la cancha alterna fue construida al mismo tiempo que fue remodelado el Estadio Pueblo Nuevo, con miras a la Copa América 2007. A partir del 2 de noviembre del 2010, gracias a las gestiones del directivo Edmundo Kabchi el club aurinegro consigue en calidad de comodato entrenar y ocupar el sitio, con una cláusula donde permite a futuro si la institución popular decida comprar el sitio; antes de eso, el Deportivo Táchira no tenía una sede de entrenamientos propia, por lo que entrenaba en diferentes sitios dentro de la ciudad de San Cristóbal. Es considerado un gran logro, considerando que muchos clubes de fútbol en Venezuela, no tienen un campo propio de entrenamiento.
La cancha alterna del estadio Polideportivo de Pueblo Nuevo, se encuentra la sede social del club aurinegro donde contienen las oficinas administrativas, camerino de los futbolistas de primera división, camerino para las categorías menores, área de rehabilitación, oficinas deportivas, un gimnasio y gradas de 2000 personas con vista a la cancha.
Ubicada en la Cancha alterna del estadio Polideportivo de Pueblo Nuevo, en donde se encuentran nuestras oficinas administrativas, 1 camerino para la 1.ª división, 1 camerino para las categorías menores, un área de rehabilitación, oficinas deportivas y un gimnasio.